# ZEPA y LIC Sierra de los Golondrinos - Puerto Peña

## Situación
Las 33 403 hectáreas de esta Zepa están situadas al noreste de la provincia de Badajoz, en la comarca de la Siberia. Las excelentes aguas del embalse de García de Sola sobre el Guadiana constituyen un pequeño mar interior que se extiende desde el mirador de Puerto Peña hasta la ubicación de la presa del embalse de Cíjara, aguas arriba. La Sierra de Los Golondrinos, la de Valdecaballeros, El Corredor Ecológico y de Biodiversidad del Río Guadalupejo, que conecta la Zepa con las Villuercas, y las dehesas y pastizales que rodean el pantano la completan.

## Acceso
La zona protegida incluye los términos municipales de Valdecaballeros, Castilblanco y Herrera del Duque. A estas localidades se accede con facilidad desde la carretera N-430, que pasa por Mérida y Ciudad Real, o por la N-502,desde Talavera de la Reina y la autovía A-5.

## Descripción
El relieve de este extremo de Extremadura corresponde a las estribaciones más occidentales de los Montes de Toledo, una sucesión de sierras de naturaleza cuarcítica y en menor medida pizarrosa entre las que se encajan las ahora mansas aguas del Guadiana. A diferencia de los embalses que le dan continuidad por el sur, adentrados ya en la penillanura y, por ello, someros, el García de Sola se caracteriza por sus orillas abruptas y la profundidad de sus aguas.

## Flora y fauna
El bosque y matorral mediterráneos en la zona protegida contienen un valor extraordinario. La densidad vegetal que ofrecen las laderas de sus estribaciones serranas, desde los crespones a las faldas, constituyen un patrimonio ecológico de primer orden al que deben sumarse las dehesas. La especie predominante es la encina, aunque también aparece el alcornoque y el quejigo allá donde la humedad y la profundidad del suelo se hacen patentes.
La calidad de los bosques del entorno se ve refrendada por el altísimo valor de su fauna. El farallón de Puerto Peña, las crestas rocosas que puntean el embalse y las laderas de la Sierra de Los Golondrinos acusan una vitalidad ornitológica asombrosa: colonias de buitre leonado, zona de crías de las águilas real, perdicera, culebrera y calzada, del halcón peregrino, el búho real, el alimoche, etc. Esta información está sacada de la guía Naturaleza Activa de la Junta de Extremadura.